# Algebra i Logika
Algebra i Logika (inglés: Algebra and Logic ) es una revista matemática rusa revisada por pares fundada en 1962 por Anatoly Ivanovich Malcev, publicada por el Fondo Siberiano para Álgebra y Lógica de la Universidad Estatal de Novosibirsk.  Springer-Verlag publica una traducción al inglés de la revista como Algebra and Logic desde 1968.    Publicó trabajos presentados en las reuniones del seminario "Álgebra y Lógica" en la Universidad Estatal de Novosibirsk. La revista está dirigida por el académico Yury Yershov.
La revista se revisa  en Mathematical Reviews y Zentralblatt MATH.

## Resumen e indexación
Álgebra i Logika está indexada y resumida en las siguientes bases de datos:
- Academic OneFile
- Academic Search
- EBSCO
- Inspec
- International Bibliography of Book Reviews
- International Bibliography of Periodical Literature
- Journal Citation Reports/Science Edition
- Mathematical Reviews
- Science Citation Index
- SCImago
- Scopus
- STMA-Z
- Summon by Serial Solutions
- Zentralblatt Math

Según Journal Citation Reports, la revista tuvo un factor de impacto en 2020 de 0,753. 